# Хибатула Акунџада
Мавлави Хибатула Акунџада (паштунски: ھیبت الله اخوندزاده; рођен 1961.) је политички и верски вођа који је трећи врховни командант талибана. Талибани му часно додељују титулу Емир-ал-Муминен (командант верних), што је уједно и титула коју су носила његова два претходника.
Акунџада је наводно издао већину талибанских фатви и био је шеф талибанских исламских судова. За разлику од многих талибанских вођа, верује се да је Акунџада остао у земљи током рата у Авганистану. Постао је вођа милитантне групе у мају 2016. године након убиства претходног вође, Актара Мансура, у нападу беспилотном летелицом.

## Младост
Акунџада је рођен 1961. у провинцији Кандахар у Краљевини Авганистан. Паштун, припада клану или племену Нурзај. Његово прво име, Хибатула, на арапском значи "Алахов дар". Његов отац, Мула Мухамед Акунд, био је вероучитељ и имам њихове сеоске џамије.
Пошто нису поседовали сопствену земљу или воћњаке, породица је зависила од онога што је скупштина плаћала његовом оцу у готовини или у усевима. Акунџада је студирао код свог оца. Породица је мигрирала у Квету након совјетске инвазије, а Акунџада је наставио школовање у једној од првих медреса основаних у насељу Сарнан.

## Војна и политичка каријера

### Рани период каријере
Осамдесетих година 20. века, Акунџада је био укључен у отпор против совјетске војне кампање у Авганистану. Деведесетих година 20. века, Акунџада је био један од првих чланова који су се придружили талибанима. Након што су талибани заузели провинцију Фарах, Акунџада је стављен на чело борбе против криминала у том подручју. Када су талибани 1996. заузели главни град Кабул, Акунџада је именован за члана Одељења за промоцију врлине и спречавање порока. Касније се преселио у Кандахар и постао учитељ у медреси од око 100.000 ученика.
Након коалиције коју су предводиле САД 2001. године, Акунџада је постао шеф савета вероучитеља те групе. Мавлави Акунџада је касније именован за врховног судију шеријатских судова Исламског Емирата Авганистана. Уместо ратног вође или војног заповедника, он има репутацију верског вође, који је био одговоран за издавање већине талибанских фетви и решавање верских питања међу припадницима талибана. Познато је да су и Мула Омар и Мула Мансур консултовали Акунџаду о питањима фетве. За разлику од његових претходника који су се школовали у Пакистану (и за које се такође веровало да су се трајно преселили на исток преко линије Дуранд након америчке инвазије 2001. године и током рата који је уследио) верује се да је Акунџада живео у Авганистану током периода 2001–2016. Нема података о путовањима, иако је он у блиским везама са талибанским шурама из Квете.
Након што је 2015. напредовао у заменика вође талибана, Акунџада је успоставио систем према којем би се у свакој провинцији формирала комисија под гувернером у сенци која би могла да истражује насилне команданте или борце, наводи Мула Абдул Бари, командант талибана у Хелманду.

### Поглавар талибана
Акунџада је именован за врховног команданта талибана 25. маја 2016. године као замена за Мулу Актар Мансура. Мансур и други милитант погинули су када је муниција испаљена из беспилотне летелице погодила возило којим су се возили. Тај потез је одобрио амерички председник Барак Обама. Акунџада је раније био заменик за Мансура. Према изворима из талибана, Мансур је већ у свом тестаменту именовао Акунџаду за свог наследника.
Портпарол талибана изјавио је да је Сираџудин Хакани именован за првог заменика, а Мула Мухамед Јакоб, син бившег талибанског вође Муле Омара, за другог заменика. Мавлави Акунџада води бројне медресе (верске школе) у југозападној пакистанској провинцији Белуџистан.
Аналитичари сматрају да су постојале разлике међу талибанима око тога ко би требао бити именован за новог начелника. Предложена имена су били Мула Јакоб и Сираџудин Хакани, а потоњи је најистакнутији члан повезан са Хакани мрежом. Акунџада је, међутим, одржао неутралан идентитет међу редовима талибана. Да би избегли сукоб при избору Акунџаде за начелника, талибани су се сложили да ће Јакуб и Сираџудин Хакани радити као његови заменици.
Мула Абдул Разак Акунд и Абдул Сата Акунд обећали су своју подршку Емиру Акунџади у децембру 2016.
Јусуф Ахмади, један од главних гласноговорника талибана, изјавио је 20. јула 2017. да је Акунџадин син Абдур Рахман убијен током самоубилачког напада на авганистанску војну базу у Герешку у провинцији Хелманд. Званичник авганистанске владе рекао је да истражују инцидент, али не могу да потврде да ли је Рахман убијен.
У мају 2021. године, Акунџада је позвао авганистански народ на повлачење снага Сједињених Држава и на развој исламске државе. У августу 2021. године, снаге под номиналном командом Акунџаде, започеле су општу офанзиву настојећи да постигну коначну победу у рату. Након повлачења америчких снага, талибани су стекли ефективну контролу над Кабулом, главним градом.

## Покушаји атентата

### 2012
Према Мули Ибрахиму, ученику Акунџаде којег је интервјуисао The New York Times, Акунџада је био мета покушаја атентата у Квети за који су талибани окривили Националну управу за сигурност, авганистанску обавештајну агенцију. "Током једног од својих предавања у Квети, једног дана пре отприлике четири године, један човек је стао међу студенте и из непосредне близине уперио пиштољ у Мавлави Акунџаду, али се пиштољ заглавио", присетио се Мула Ибрахим." Покушавао је да пуца њега, али није успео, а талибани су пожурили да се ухвате у коштац с тим човеком, рекао је он, додајући да се Мавлави Акунџада није кретао у хаосу." Пошто се пријављени покушај убиства догодио у Квети, то је у супротности са извештајима да Акунџада није путовао ван Авганистана након септембра 2001.

### 2019
Током молитве у петак, 16. августа 2019., снажна експлозија пробила се кроз велику џамију у Белуџистану, провинцији Пакистана. У нападу на џамију убијен су Акунџадин брат Хафиз Акмадула и отац. Акмадула је наследио Акунџаду као вођу џамије Каир Ул Мадараис, која је служила као главно место састанка Квета Шуре, након што је Акунџада именован за талибанског емира. Касније је потврђено да је више Акунџадиних рођака погинуло у експлозији. Високи савет исламског емирата Авганистана преузео је одговорност за напад, додајући да је главна мета био Акунџада.

## Списи
Као верски учењак, написао је многе књиге и чланке, укључујући издање Mujahedino ta de Amir ul-Mumenin Larshowene из маја 2017. (Упутства муџахединима од заповедника верних).